# АКВ-521
Автомат Калашникова-Власенко 521 модели — модульный гражданский карабин, разработанный в 2020 году коллективом конструкторов Концерна «Калашников» под руководством Валентина Власенко.

## История создания
Целью создания АКВ-521 было создание максимально унифицированного оружия с базовой системой автомата Калашникова. Также были цели по повышению эксплуатационных характеристик и избавление от ряда недостатков.
Концерн «Калашников» декларировал выпуск модели в серийное производство в 2021 году. Но к осени 2023 года о выпуске, как и о новой информации об этом оружии, перестала выходить.

## Описание
Принцип действия и УСМ оружия почти идентичен оригинальному Автомату Калашникова. Главной особенностью автомата является модульная конструкция, при которой УСМ и ствольная коробка с затвором и стволом отделяемы друг от друга. Так в оружии были унифицированы три калибра — 5,45, 5,56 и 7,62.
В отличие от обычных Автоматов Калашникова рукоятка взведения расположена слева (на поздних вариантах справа). Прорезь для рукоятки скрыта подпружиненной шторкой, защищая систему оружия от попадания грязи и пыли.
В верхней части ствольной коробки располагается планка Пикатини. При таком расположении планка стабильно держится, обеспечивая надежное крепление для прицелов, фонариков и т. п.
Оружие обладает флажковым предохранителем, расположенным с правой стороны.

## Варианты модулей
- АКВ-521 5,45 — модуль с нарезным стволом под патрон 5,45 × 39 мм.
- АКВ-521 5,56 — модуль с нарезным стволом под патрон 5,56 × 45 мм.
- АКВ-521 7,62 — модуль с нарезным стволом под патрон 7,62 × 39 мм.

В 2021 году сообщалось о том, что карабин АКВ-521 может быть адаптирован под патрон. 366 ТКМ (9. 5 × 39 мм). Но после 2023 года никакой информации о новом модуле, как и о самом карабине, перестала выходить.